# Corno del Camoscio
Il Corno del Camoscio, oppure in tedesco Gemshorn (pron. ted. AFI: [ɡəmshɔn]; in Greschòneytitsch, Gemschòre - 3.024 m s.l.m.) è una montagna del massiccio del Monte Rosa nelle Alpi Pennine.

## Caratteristiche

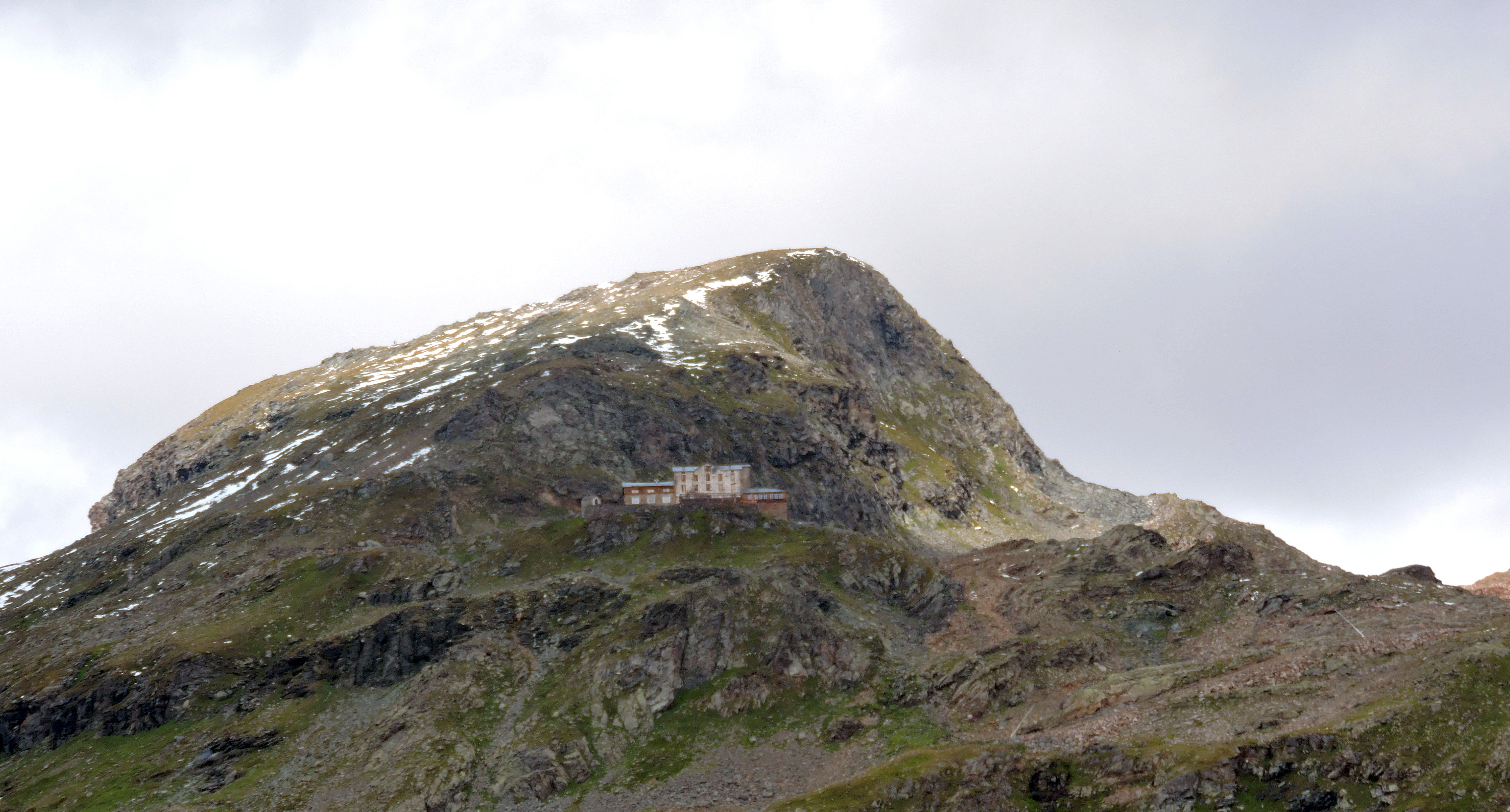
La montagna e il Città di Vigevano

La montagna si trova in territorio italiano lungo lo spartiacque che scendendo dalla Ludwigshöhe divide l'alta valle del Lys dall'alta Valsesia. Il Passo dei Salati lo separa a nord dallo Stolemberg, mentre a sud il crinale prosegue con il Col d'Olen, che divide il Corno del Camoscio dal Corno Rosso (3.023 m). A sud-ovest della cima, sul versante valsesiano, si trova il Rifugio città di Vigevano. Attorno alla cima della montagna l'Ente di Gestione delle Aree Protette della Valle Sesia, in collaborazione con il comprensorio Monterosa Ski, ha allestito un percorso botanico autoguidato. Nei pressi del punto culminante si trova una tavola di orientamento che permette di riconoscere le molte montagne visibili dalla cima. La prominenza topografica del monte è di 44 metri.

## Salita alla vetta

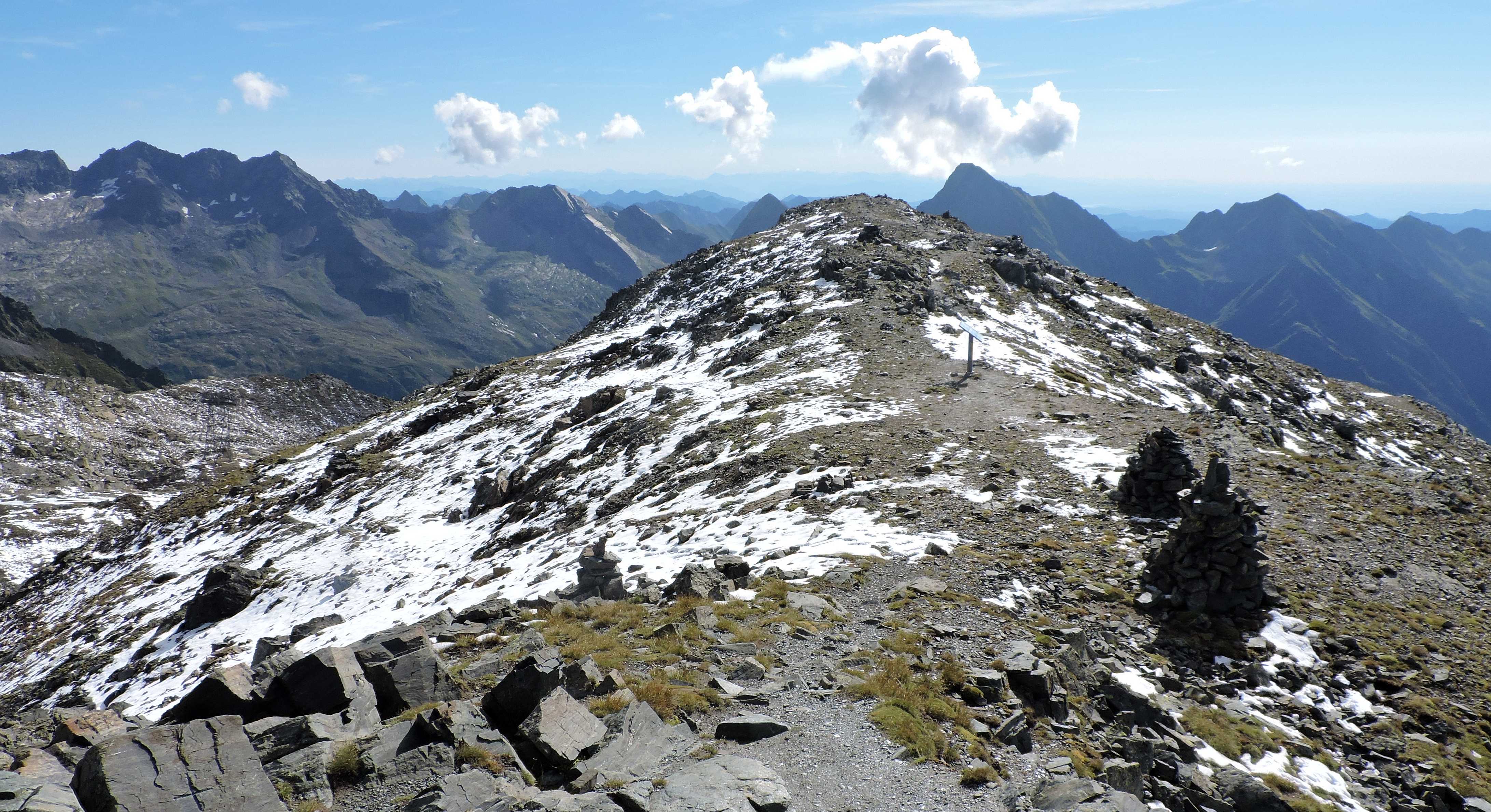
La vetta della montagna

Il Corno del Camoscio è uno dei tremila di facile accesso, in particolare se si utilizzano gli impianti di risalita che raggiungono il Passo dei Salati, sia con partenza da Alagna Valsesia che dalla Valle del Lys. Dal valico si può salire sulla cima della montagna tramite il sentiero a fianco del quale si trova il percorso botanico autoguidato. La breve salita è considerata di una difficoltà escursionistica E. Anche dal Col d'Olen è possibile raggiungere la cima per un facile sentiero.

## Punti di appoggio
- Rifugio Città di Vigevano - 2.864 m (chiuso)
- Rifugio Guglielmina - 2.880 m (Valsesia)
- Rifugio del Gabiet - 2.375 m (Valle del Lys)